# قانون الجرائم الإلكترونية رقم 63
القانون رقم 63 لسنة 2015 بشأن مكافحة جرائم تكنولوجيا المعلومات، والمعروف باسم قانون الجرائم الإلكترونية رقم 63، هو قانون في الكويت يتعلق بمختلف الجرائم المعلوماتية. دخلت حيز التنفيذ في 12 يناير 2016.
انتقد القانون من قبل العديد من المنظمات الدولية لحقوق الإنسان بسبب القيود المفروضة على حرية التعبير وحرية الصحافة.

## خلفية
كانت الكويت تعتبر الدولة الخليجية الأكثر تسامحًا فيما يتعلق بحرية التعبير، لكن التغييرات في قوانين الأمن القومي منذ احتجاجات 2011 غيرت هذا المفهوم. ومع ذلك يوجد أجزاء من الدستور الكويتي تتضمن حرية الرأي والتعبير، مثل المادة 36.

### التنفيذ
في 16 يونيو 2015، تمت الموافقة على القانون من قبل مجلس الأمة الكويتي. وتم نشره في 7 يوليو 2015.
وفي 22 يونيو قال وزير العدل يعقوب الصانع إن الغرض من القانون هو «الحفاظ على الاستقرار الاجتماعي»، ويقصد القانون فقط معاقبة من «ينشرون مواد إباحية أو يسيئون للآخرين».

## قانون رقم (63) لسنة 2015 بشأن مكافحة جرائم تقنية المعلومات
يحتوي القانون رقم 63 على 21 مادة تحدد تنظيم الأنشطة الإلكترونية المختلفة في الكويت. تشمل بعض المقالات مثل:
- المادة 4 - يعاقب بالسجن أو بغرامة أي شخص «ينشئ موقعًا على شبكة الإنترنت لينشر أو ينتج أو يعد أو يرسل أو يخزن معلومات أو بيانات بهدف استخدامها أو توزيعها أو عرضها على الآخرين عبر الإنترنت الذي من شأنه أن يخل بالآداب العامة أو يدير مكانًا لهذا الغرض».[2]
- المادة 6 - معاقبة أي شخص ينتقد رئيس الدولة، أو «يُظهر ازدراء لدستور الولاية»، أو «يُهين السلطة القضائية أو يمس نزاهتهم وحيادهم»، أو «يمس بالأخلاق العامة، أو يحرض على الإخلال بالنظام العام أو انتهاك القانون حتى لو لم تحدث جريمة».[4]
- المادة 7 - عقاب، لمدة تصل إلى عشر سنوات، للعدد من الأفعال المدرجة في المادة 28 من قانون المطبوعات والنشر لعام 2006، بما في ذلك «نشر التحريض للإطاحة بالنظام في البلاد».
- المادة 13 - تسمح للحكومة «بإغلاق المحلات أو المواقع لمدة سنة واحدة إذا حدث أي من الأفعال المدرجة في قانون الجرائم الإلكترونية ومصادرة الأجهزة والبرامج».[3]

## الاستجابة الدولية
في يناير 2016، صدر بيان عن الشبكة العربية لمعلومات حقوق الإنسان، المادة 19، مركز الخليج لحقوق الإنسان، الخدمة الدولية لحقوق الإنسان، مراسلون بلا حدود. وأثار البيان مخاوف بشأن المواد 4 و6 و7، والتي تعتقد الجماعات أنها يمكن «استخدامها للحد من حرية التعبير على الإنترنت، وكذلك لاستهداف النشطاء عبر الإنترنت» و«المدافعون عن حقوق الإنسان من الأفراد». وطالبوا السلطات الكويتية إلى إلغاء المواد المختارة من القانون رقم 63، وكذلك قانون الصحافة والنشر بكامله.
قالت هيومن رايتس ووتش إن المواد 6 و7 و13 تعمل «كحاجز فعال أمام الخطاب السياسي الناقد عبر الإنترنت، على عكس الضمانات الأساسية التي تنص عليها المادة 19 من العهد الدولي الخاص بالحقوق المدنية والسياسية».

## روابط خارجية
- قانون الجرائم الإلكترونية رقم 63